# فرانسيس دودغ
فرانسيس دودغ (بالإنجليزية: Frances Dodge)‏ هي سيدة أعمال أمريكية، ولدت في 17 نوفمبر 1914 في ديترويت في الولايات المتحدة، وتوفيت في 24 يناير 1971 في ليكسينغتون في الولايات المتحدة.